# 14845 Hegel
14845 Hegel (1988 VS6) là một tiểu hành tinh nằm phía ngoài của vành đai chính được phát hiện ngày 3 tháng 11 năm 1988 bởi F. Borngen ở Tautenburg. Nó được đặt theo tên German philosopher Georg Wilhelm Friedrich Hegel.